# Commanderij Siersdorf

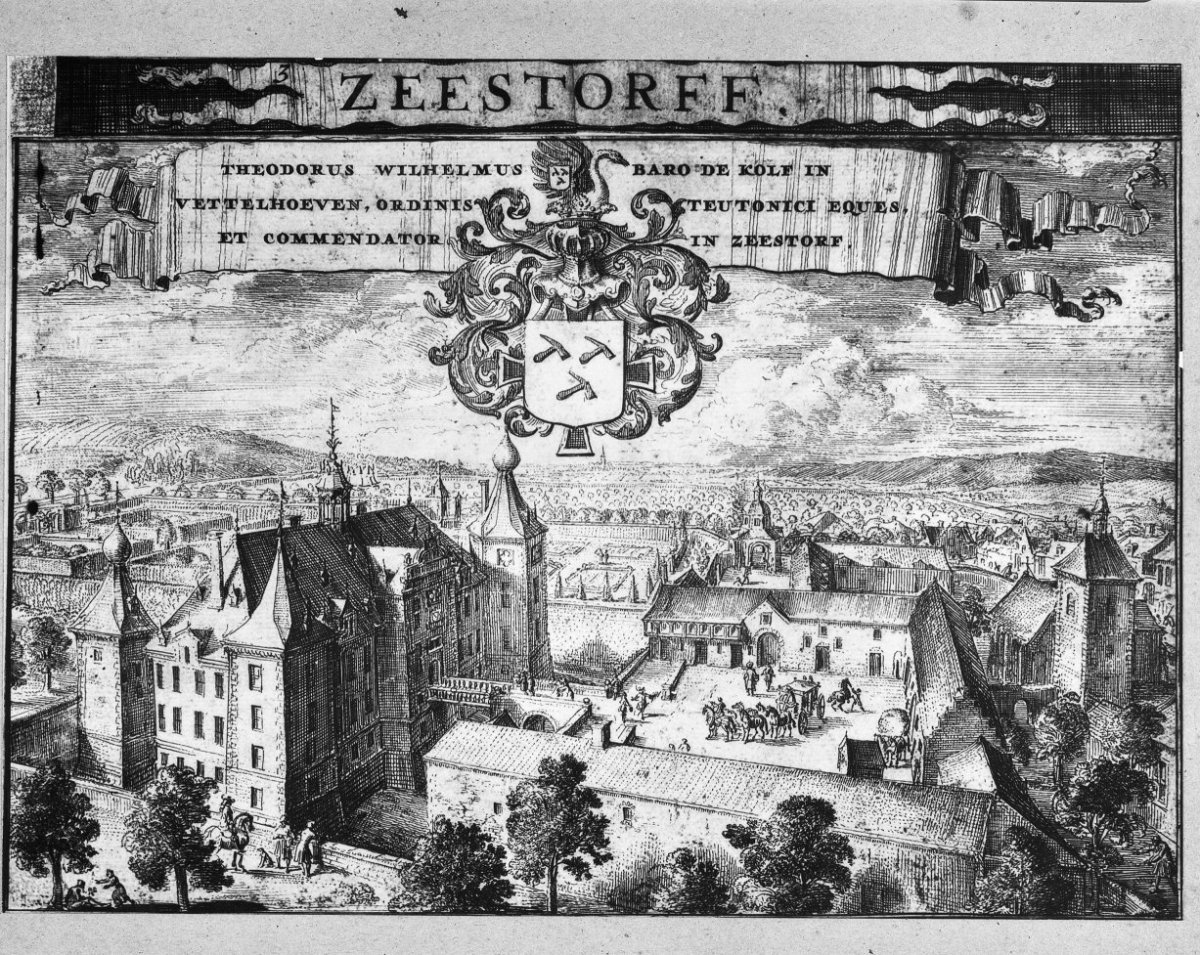
Commanderij Siersdorf in 1700, ets van Romeyn de Hooghe

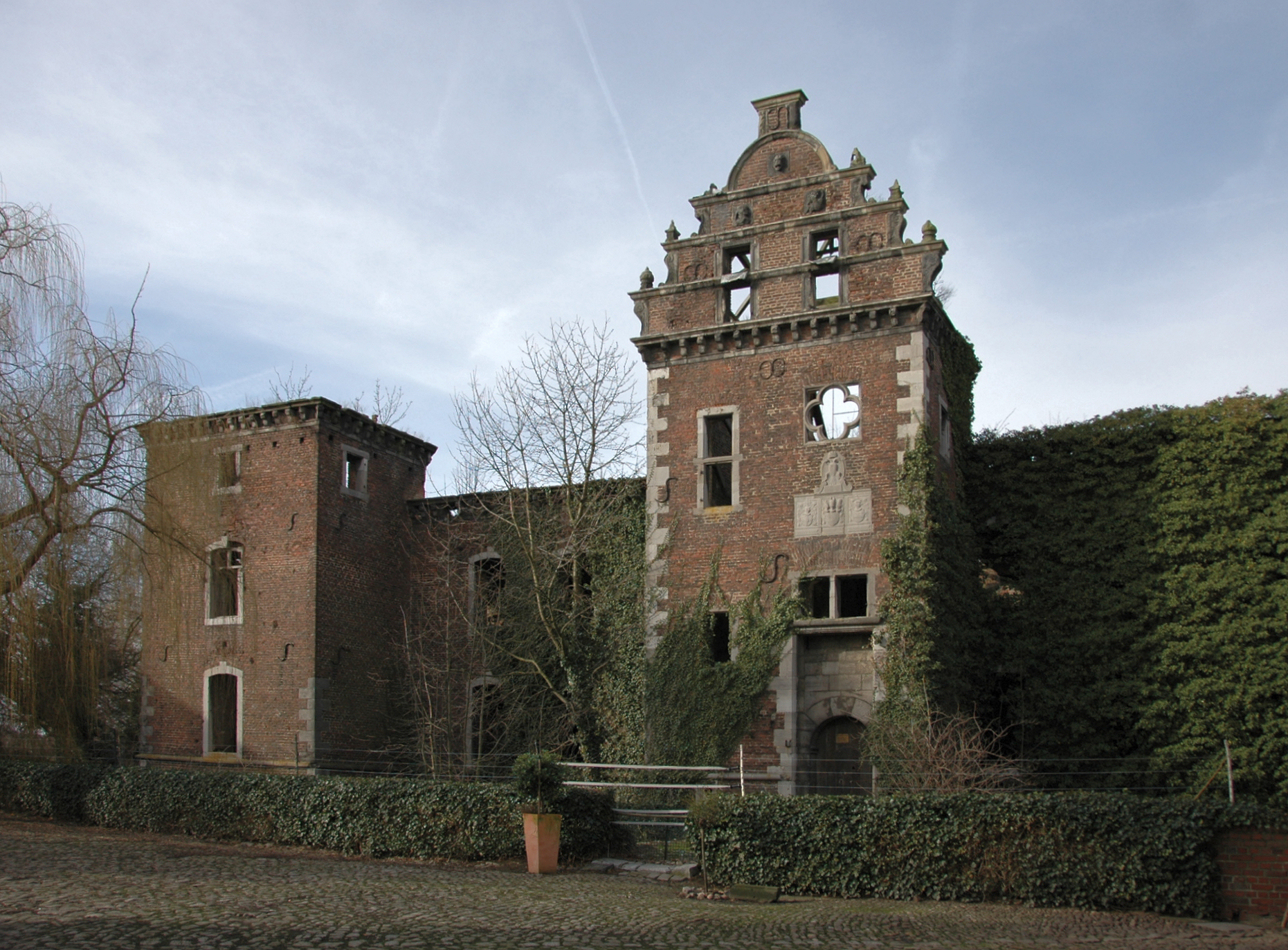
De ruïne van de commanderij Siersdorf

De Commanderij Siersdorf (of Zeestorff) was een commanderij van de Duitse Orde in Siersdorf in Noordrijn-Westfalen. en onderhorig aan de landcommanderij Alden Biesen.

## Geschiedenis
Ernstig beschadigd in 1543 bij de derde Gelrese successieoorlog, liet landcommandeur Heinrich von Reuschenberg het gebouw vanaf 1578 in renaissancestijl restaureren. In november 1944 werd het gebouw dat iets ten westen van de dorpskerk ligt, grotendeels verwoest door artillerievuur.
De ruïne werd op 25 april 1986 als beschermd gebouw geklasseerd. Op 4 oktober 1989 werd het gehele domein opgenomen op de lijst van geklasseerd monumenten.